# Tableau de flux de trésorerie
Un tableau de flux de trésorerie est un tableau de financement qui mesure les flux de trésorerie directement par variation de valeurs de postes comptables pendant une période de temps, au moyen du solde des comptes sans report.

## Enjeux du tableau de flux de trésorerie
La comptabilité standard (comptabilité générale) est une comptabilité d'engagements, qui étudie les variations de valeur du patrimoine sans faire une distinction entre leurs formes. Dans le vocabulaire contemporain, le mot flux désigne parfois seulement les flux monétaires de liquidités, qu'on isole des autres "flux de fonds", c'est-à-dire des autres flux de valeur patrimoniales de toutes formes. Cette importance particulière donnée aux flux de liquidité prétend échapper à l'arbitraire de certaines conventions à la base de la comptabilité d'engagement.

## Caractéristiques du tableau de flux de trésorerie

### Le tableau de flux de trésorerie selon les normes IFRS
Selon les normes IFRS, l’état de flux de trésorerie comporte 3 grandes catégories qui évaluent l’encaissement et le décaissement de chacune de ses composantes. L’état financier démontre la différence entre la liquidité et la quasi-liquidité pour l’exercice financier en question en analysant les flux de trésorerie liés aux activités d'exploitation, de financement et d'investissement.

#### Les flux de trésorerie liés aux activités d’exploitation
Les flux de trésorerie d’exploitation définissent la variation des liquidités détenues par l’entreprise liée à son activité principale. Par exemple, une compagnie d’assurance a pour principale mission de vendre des assurances. Si par exemple, elle décide de céder une immobilisation, cette transaction n’est pas enregistrée comme une activité d’exploitation, mais bien une activité d’investissement. Toutefois, un agent immobilier qui vend une propriété comptabilise cet échange comme produit d’exploitation.
Il existe deux méthodes d'élaboration et de présentation des flux de trésorerie liés à l'exploitation : la méthode directe et la méthode indirecte. Les IFRS préconisent la méthode directe et tolèrent la méthode indirecte, historiquement plus répandue et que l'Autorité des Normes Comptables française encourage à suivre. D'autres expriment des opinions contraires.

##### Méthode indirecte
Les flux de trésorerie liés à l'exploitation sont calculés par la somme de la capacité d’autofinancement et la variation du besoin en fonds de roulement. Le total de la capacité d’autofinancement se calcule par l’addition des charges et la soustraction des produits sans incidence sur la liquidité (entrée ou sortie de fonds) au résultat net de l’exercice. Ces charges et produits incluent l’amortissement et les gains et pertes sur cession d’actif. La variation du besoin en fonds de roulement est calculée par la somme des changements de comptes de fonds de roulement représentés par la différence entre le solde des comptes au bilan d’ouverture et le bilan de clôture.

##### La méthode directe
Cette méthode va présenter les grands agrégats de flux de trésorerie d'exploitation :
- Encaissements reçus des clients
- Sommes versées aux fournisseurs (hors immobilisations)
- Sommes versées aux salariés et aux organismes de protection sociale
- Paiement des impôts et taxes relatifs à l'exploitation

#### Les flux de trésorerie liés aux activités d’investissement
Les flux de trésorerie d’investissement sont représentés par l’ensemble des dépenses et revenus associés aux acquisitions et cessions d’immobilisations. « Ils permettent de cerner la politique d’investissement menée par le dirigeant, et d’évaluer la rentabilité de ses décisions. »

#### Les flux de trésorerie liés aux activités de financement
Les flux de trésorerie de financement concernent les produits et charges reliés aux fonds propres et aux emprunts. Cette section de l’état permet de faire l’analyse des politiques de financement d’une entreprise. Le total des flux est comptabilisé en additionnant les opérations liées au financement telles que l’émission d’actions, les remboursements d’emprunts et les versements de dividendes.

### Autres tableaux de flux de trésorerie

#### Tableau pluriannuel des flux financiers
Le tableau pluriannuel des flux financiers (TPFF) a été créé par M. Geoffroy de Murard, C'est un hybride entre le compte de résultat et le tableau de financement. Le TPFF considère que l'excédent brut d'exploitation doit financer les variations de besoin en fonds de roulement pour obtenir l'excédent de trésorerie d'exploitation (ETE), puis déduit les investissements pour déterminer le disponible après financement interne de la croissance (DAFIC)http://agol.eco.univ-rennes1.fr/etu_cas/dia_fin/tabtpff.htm.